# Provincia Treviso
Provincia Treviso (venețiană Provincia de Trevixo, italiană Provincia di Treviso) este situată în nord-estul Italiei, în regiunea Veneto (Vèneto/Veneto). Are o suprafață de 2.477 km² și este împărțită în 92 de comune, cu aproximativ 877.000 de locuitori. Centrul administrativ al provinciei este orașul Treviso.
Provincia se învecinează la nord cu provincia Belluno, în partea de est cu Friuli-Venezia Giulia, în partea de sud pcu rovinciile Veneția și Padova și la vest cu provincia Vicenza.

## Cele mai mari comune
(30 septembrie 2008)
| Comune                 | Locuitori |
| ---------------------- | --------- |
| Treviso                | 81.965    |
| Conegliano             | 35.551    |
| Castelfranco Veneto    | 33.423    |
| Montebelluna           | 30.751    |
| Vittorio Veneto        | 29.208    |
| Mogliano Veneto        | 28.095    |
| Paese, Italia          | 21.576    |
| Oderzo                 | 19.923    |
| Villorba               | 18.023    |
| Preganziol             | 16.827    |
| Vedelago               | 16.374    |
| Roncade                | 13.853    |
| San Biagio di Callalta | 13.050    |
| Casale sul Sile        | 12.395    |
| Pieve di Soligo        | 12.053    |
| Susegana               | 11.998    |
| Ponzano Veneto         | 11.996    |
| Spresiano              | 11.214    |
| Casier                 | 11.081    |
| Carbonera              | 10.946    |
| Valdobbiadene          | 10.820    |
| Riese Pio X            | 10.816    |
| Motta di Livenza       | 10.670    |
| Trevignano             | 10.375    |